# 仁濟醫院董之英紀念中學校園欺凌事件
仁濟醫院董之英紀念中學校園欺凌事件，是指2019年1月香港馬鞍山仁濟醫院董之英紀念中學發生的校園欺凌事件。事件引起香港社會嘩然，警方亦介入調查並拘捕涉事者。事件曝光後，不斷有人向傳媒提供資料，揭發疑似同類校園欺凌事件經常在校內發生，然而校方被指過往曾多次為保障校譽而包疪欺凌者，以及阻撓警方調查。

## 事件曝光
2019年1月23日，網上流傳一段仁濟醫院董之英紀念中學學生疑似集體欺凌的影片，片中顯示一名男學生被多名同學用椅子困在地上，不能動彈，眾人強行脫去男學生褲子並拍打其屁股，欺凌者中有前學生會會長、足球校隊成員以及在校內多次自稱有黑社會「水房」（和安樂）背景的學生。影片曝光後，有市民向警方舉報事件。

## 事件發酵

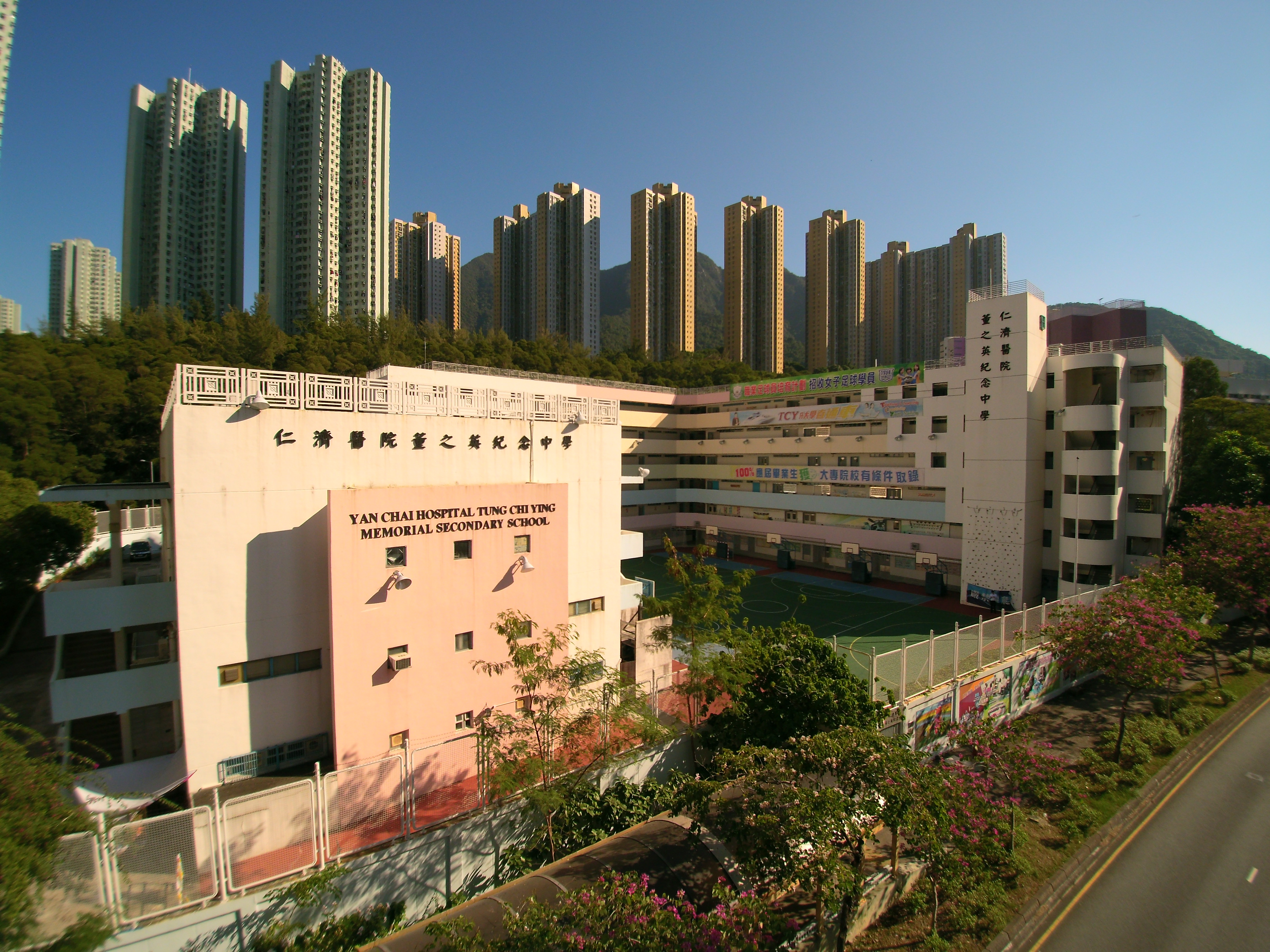
涉事地點仁濟醫院董之英紀念中學

### 涉事中學反應
董之英中學回應稱知悉事件後召開危機處理小組會議，與社工、教育心理學家、訓輔導老師、教育局人員和警方合作處理，並與相關學生和家長跟進。學校稱經過初步調查後認為事件不涉及任何欺凌成份，認為「僅是同學間過火的嬉戲」，又重申對校園欺凌行為絕不容忍，並已訓示有關學生。

#### 被指向學生下達「封口令」
有學生透露校方下達了「封口令」，時任副校長黃攸杰提醒學生盡量避免接受記者訪問，並讓學生在被訪時要回應「（校方）對欺凌事件零容忍」等說法。此外，有學生透露有涉事學生在私下尋找公開影片的人士，又指涉事學生可能有背景，讓他擔心人身安全。

#### 被指包庇以往同類事件
有舊生在接受媒體訪問時表示，自己在該校就讀期間多次被同學毆打，其中一次更發生在校長室門外。他又表示，雖然曾到醫院驗傷及報警，但警方每次都沒有立案調查，警察數次嘗試進入校園蒐證，但被校內訓導主任及體育老師阻撓，校方又要求該名舊生與校方合作包庇涉事同學。

### 涉事者被捕
1月24日，警方刑事偵緝部於馬鞍山區拘捕8名年齡介乎17至19歲的男子，他們涉嫌與該案有關，警方將案件列作「普通襲擊」處理，被捕人士後來獲准保釋候查，並須於下月下旬向警方報到。有涉事學生在獲釋後向最早揭發事件的人發出警告，用憤怒的語氣質問對方「為何把事情搞得如此嚴重」，又要求對方「收手」。

### 內幕陸續曝光

#### 更多暴力欺凌影片流出
1月25日，再有懷疑涉及校園欺凌的影片流出，《蘋果日報》收到自稱「董之英某級的同學」的人士提供的8秒影片，影片中可見有最少4人圍住一名趴在枱上的學生，其間有人將該學生的左腳向後拗、拳打背脊、手按太陽穴。該學生的背脊至少被擊打5次，其間他接連發出咳嗽聲，且閉目張口，面帶痛苦表情，而圍觀者和施暴者都面帶笑容。
1月28日，再有新影片被公開，影片中一名學生被數名學生圍困並按倒在地上，其中一人拿毛衣蓋住受害者頭部，受害人捲縮身體，把毛衣撥開並大喊：「不要玩了！不要打了！」影片中的其他同學則不斷發出吵鬧聲和笑聲。公開影片的人士批評校方多年來對欺凌事件視而不見。

#### 匿名教師指控
繼有學生疑集體欺凌的影片流出後，有一篇題為《我是馬鞍山仁濟醫院董之英中學的老師》的文章被發佈在臉書群組上，作者自稱為涉事學校的教師，促請教育局深入調查以及更換校長及管理層。文中形容校內欺凌情況「超級超級嚴重」，嚴重的程度甚至老師也會被欺凌及武力對待，除了被髒話侮辱外，有老師更遭壓在地上，被欺凌者以椅子等硬物攻擊。此外，文中又指校內存在大量「影子學生」。校方回覆媒體查詢時重申對欺凌事件零容忍，沒有正面回應教師被暴力對待的事情是否屬實，而教育局則表示過去5年內沒發現學生有異常缺課的現象。

## 各方反應

### 學生及校友評論
最早揭發事件的人士表示自己亦是該校欺凌文化的受害者之一，他表示自己離校的原因是因為受不了該校的欺凌文化，以及對校方在處理相關問題上的做法感到非常失望。他又指出校內幾乎每天都發生欺凌事件，是次事件只是冰山一角，而學校老師往往對欺凌事件視若無睹甚至包庇欺凌者，例如曾經有一班學生圍著毆打一名學生，看到整件事的體育老師卻沒當是一回事，繼續上課。對於校方回應指「事件不涉任何欺凌成份，僅為同學間過火的嬉戲」，他認為校方會作出如此回應，是因為同類事件已「司空見慣」，不是「大事」。
一名在該校就讀的學生被傳媒訪問時表示，他知道校內一直存在欺凌事件，但認為是同學之間的打罵，他亦指曾目擊有同學被脫去褲子，相關事件亦鮮少有人出手阻止，又指被欺凌者普遍啞忍助長了欺凌風氣。另一名曾在該校就讀的男生接受傳媒訪問時則說校內發生欺凌問題，他曾被人用垃圾桶笠頭、用椅桌按住身體、拳打腳踢等，但老師視而不見，質疑老師縱容欺凌者，又未有採取適切行動遏止歪風，懷疑校方為保校譽而只用學生體育方面的佳績來掩蓋事件。
曾就讀該校的沙田區議會富龍選區議員及香港民主黨成員曾素麗表示，她沒有親身受過欺凌，但有見過男同學之間的衝突及打鬥場面，又表示沒有看過影片中「脫褲打屁股」的誇張情況，她又指就讀該校時有時候會聽到校內有多人欺凌一名同學的傳聞，但聽說近年的情況好轉。同樣曾經在該校就讀的沙田區議員趙柱幫表示就讀期間經常聽聞在較低年級班級中出現欺凌事件，認為影片中發生的事並非單一事件，他亦評價該校學生一般較為好動。

### 外界評論
《眾新聞》有評論文章批評，問題的出現歸根究底是因為校方管理層管治不善，為了保障校譽而低調處理欺凌事件和包庇欺凌者，有受害者報警後校方甚至阻撓警方調查，導致其他學生不斷受到欺凌。
有律師指出，欺凌者的行為明顯觸犯襲擊致他人身體受嚴重傷害罪和非禮罪，認為學校應嚴肅處理事件。

## 警方不起訴涉事者
同年4月18日，董之英紀念中學法團校董會以「教育從不是一蹴而就，孩子需要一個學習成長的機會」為題就欺凌事件發出聲明，表示接獲警方通知，經調查後，8名學生不被起訴。聲明同時批評自從該校被揭發多宗負面新聞後，傳媒追訪不斷，在部分傳媒「放大鏡」下，該校師生飽受壓力，強調學校乃教育機構，老師應以學生為重，不應疲於奔命地回應傳媒。而「匿名不實指控」抹殺校長及老師多年來對學生和學校付出的心血，對此感到遺憾和痛心。校方也正採取不同措施，增加老師對有關問題的培訓及對學生加強教育。

### 受害者控訴被警員改口供
4月22日，該校葉姓舊生透過區諾軒議員辦事處對外發表聲明，表示警察曾斥責他向外界披露事件及接受傳媒訪問，並禁止他的父母陪同。更稱警察在他逗留5小時後，威脅他在「不符個人意願」的口供紙上簽署，亦無提供口供紙副本。該舊生正受區諾軒議員及黃之鋒協助，將由律師代表向警察投訴科作出投訴。